# U17-världsmästerskapet i fotboll för damer
U17-världsmästerskapet i fotboll för damer, kallas D17-VM, är en turnering som arrangeras av Fifa. Turneringen som hållits vartannat år sedan 2008.

## Resultat
| År   | Värdnation              | Final     | Final              | Final     | Match om tredjepris | Match om tredjepris | Match om tredjepris |          |
| År   | Värdnation              | Vinnare   | Resultat           | Tvåa      | Trea                | Resultat            | Fyra                |          |
| ---- | ----------------------- | --------- | ------------------ | --------- | ------------------- | ------------------- | ------------------- | -------- |
| 2008 | Nya Zeeland             | Nordkorea | 2 – 1 (e.f.)       | USA       | Tyskland            | 3 – 0               | England             |          |
| 2010 | Trinidad och Tobago     | Sydkorea  | 3 – 3 (5 – 4 str.) | Japan     | Spanien             | 1 – 0               | Nordkorea           |          |
| 2012 | Azerbajdzjan            | Frankrike | 1 – 1 (7 – 6 str.) | Nordkorea | Ghana               | 1 – 0               | Tyskland            |          |
| 2014 | Costa Rica              | Japan     | 2 – 0              | Spanien   | Italien             | 4 – 4 (2 – 0 str.)  | Venezuela           |          |
| 2016 | Jordanien               | Nordkorea | 0 – 0 (5 – 4 str.) | Japan     | Spanien             | 4 – 0               | Venezuela           |          |
| 2018 | Uruguay                 | Spanien   | 2 – 1              | Mexiko    | Nya Zeeland         | 2 – 1               | Kanada              |          |
| 2020 | Indien                  | Inställd  | Inställd           | Inställd  | Inställd            | Inställd            | Inställd            | Inställd |
| 2022 | Indien                  | Spanien   | 1 – 0              | Colombia  | Nigeria             | 3 – 3 (3 – 2 str.)  | Tyskland            |          |
| 2024 | Dominikanska republiken | Nordkorea | 1 – 1 (4 – 3 str.) | Spanien   | USA                 | 3 – 0               | England             |          |
| 2025 | Marocko                 | ?         | –                  | ?         | ?                   | –                   | ?                   |          |
| 2026 | Marocko                 | ?         | –                  | ?         | ?                   | –                   | ?                   |          |
| 2027 | Marocko                 | ?         | –                  | ?         | ?                   | –                   | ?                   |          |
| 2028 | Marocko                 | ?         | –                  | ?         | ?                   | –                   | ?                   |          |
| 2029 | Marocko                 | ?         | –                  | ?         | ?                   | –                   | ?                   |          |

## Priser och utmärkelser
| Turnering | Adidas guldboll (bästa spelare) | Adidas guldsko (främsta målskytt)   | Adidas guldsko (främsta målskytt) | Adidas guldhandske (bästa målvakt) | Fifa fair play |
| --------- | ------------------------------- | ----------------------------------- | --------------------------------- | ---------------------------------- | -------------- |
| 2008      | Mana Iwabuchi                   | Dzsenifer Marozsán                  | 6                                 | Taylor Vancil                      | Tyskland U17   |
| 2010      | Yeo Min-Ji                      | Yeo Min-Ji                          | 8                                 | Dolores Gallardo                   | Tyskland U17   |
| 2012      | Griedge Mbock Bathy             | Ri Un-Sim                           | 8                                 | Romane Bruneau                     | Japan U17      |
| 2014      | Hina Sugita                     | Deyna Castellanos · Gabriela Garcia | 6                                 | Mamiko Matsumoto                   | Japan U17      |
| 2016      | Fuka Nagano                     | Lorena Navarro                      | 8                                 | Noelia Ramos                       | Japan U17      |
| 2018      | Clàudia Pina                    | Mukarama Abdulai                    | 7                                 | Catalina Coll                      | Japan U17      |
| 2022      | Vicky López                     | Loreen Bender                       | 4                                 | Sofía Fuente                       | Japan U17      |
| 2024      | Jon Il-chong                    | Pau Comendador                      | 5                                 | Evan O'Steen                       | Nigeria U17    |